# ミクロポサウルス
ミクロポサウルス Microposaurus (古代ギリシャ語で「小さな目のトカゲ」を意味する)は絶滅した迷歯亜綱テムノスポンディルス科の両生綱の属の一つ。化石は南アフリカのビューフォート層群のキノグナトゥス・アセンブレイジ・ゾーンとオーストラリアのローズヒルシルトストーンの三畳紀中期アニシアンの地層で見つかった。彼らは水棲生物で、口吻の短いトレマトサウルス類の系統に含まれる。

## 発見
1923年、ミクロポサウルス第一の種がケース E. C. Case の調査により、ワンダーブームブリッジで発見された。そのサイトは南アフリカのイースタンケープのバーガーズドロップ累層の南、キノグナトゥス・ゾーンであった 。発見時、その頭骨は「口蓋を上にして、かなり柔らかい暗緑色の頁岩質泥岩中に埋もれていた」と記載されたが、それはミクロポサウルスの両生類としての行動に特徴的なものだった 。発見者の名前にちなみ、この標本にはMicroposaurus casei という名が与えられた。だが、頭骨は鉄質物質の皮膜で覆われており、既に壊れている頭骨に損傷を与えずにそれを取り除くことは不可能だった。さらにその皮膜のために頭骨を特徴づける縫合線がわからなくなってしまった 。こうした背景から、ホートンが標本の最初の研究で述べた多くの特徴は、後に誤っていると判断された。その結果、ダミアーニがM. casei について論文を書いた際、彼はホートンによって誤って名付けられたり記述された多くの特徴は間違っていると指摘した。
数十年後、ミクロポサウルスの新種が発見された。三畳紀中期（アニス階）のローズヒルシルトストーンでの調査で、スティーヴン・エイヴリーが一つの標本を発見し、それに基づいてミクロポサウルス・アヴェリー M. averyi が命名された。カセイ種と異なり、この標本はオーストラリア・ニューサウスウェールズのアッシュフィールドシェール累層で発見された。南アフリカからかなりの距離があるが、ミクロポサウルスの生息した環境はどちらの場合も同様であったであろう。黒灰色の泥岩は、アヴェリー種もまた水陸両棲の生活様式をもっていたことを示している。

## 分類
ミクロポサウルスの最初に発見された頭骨の分類で、トレマトサウルス類とされた。標本から観察された一般的なトレマトサウルス類の特徴は、眼窩が頭の前半分以内にあり、成長線が存在し、前部口蓋孔が対になっていて、鋤骨歯列は縮小または欠如しており、旁蝶形骨は前後に伸張し、外後頭骨は旁蝶形骨が後部に伸びてきたために覆い隠され、成体においては眼窩は小さく、頭蓋骨の側縁付近に位置するというものだ。これらの特性に基づいて、多くの研究者はこの両生類の進化的配置に同意した。さらに、カセイ種の主要な特徴の1つは、姉妹群のロンコサウルス類から分岐したという証拠を見出した。ミクロポサウルスとロンコサウルス類との間の顕著な差は、後者の伸長した口吻と比較して、見かけ上短い吻部である。